# Светски куп у алпском скијању
Светски куп у алпском скијању је скуп такмичења у дисциплинама алпског скијања у организацији Међународне скијашке федерације (ФИС). Прво такмичење је одржано у сезони 1967.
Скијаши и скијашице такмиче се у 5 дисциплина: слалому, велеслалому, супервелеслалому, спусту и комбинацији. Сваки скијаш и скијашица који у сезони скупи највише бодова у појединој дисциплини осваја мали кристални глобус за ту дисциплину. За укупну победу у Светском купу, која се рачуна збир бодова из свих дисциплина, намењен је велики кристални глобус.
У свакој дисциплини 30 првопласираних осваја бодове, на начин да први осваја 100 бодова, други 80, трећи 60, и тако све до тридесетог који осваја 1 бод.
Најуспешнији такмичар у мушкој конкуренцији је Аустријанац Марсел Хиршер, који је осам пута освојио велики кристални глобус, док је његова сународница Анемари Мозер Прел то учинила шест пута.

## Победници Светског купа у алпском скијању - укупно
Ово је списак свих освајача Великог кристалног глобуса у генералном пласману Светског купа у мушкој и женској конкуренцији од прве сезоне 1967. до данас.
| Година      | Скијаши                | Скијаши          | Скијашице              | Скијашице        |
| Година      | Име                    | Држава           | Име                    | Држава           |
| ----------- | ---------------------- | ---------------- | ---------------------- | ---------------- |
| 1967.       | Жан-Клод Кили          | Француска        | Ненси Грин             | Канада           |
| 1968.       | Жан-Клод Кили (2)      | Француска        | Ненси Грин (2)         | Канада           |
| 1968/69.    | Карл Шранц             | Аустрија         | Гертруде Габл          | Аустрија         |
| 1969/70.    | Карл Шранц (2)         | Аустрија         | Мишел Жако             | Француска        |
| 1970/71.    | Густав Тени            | Италија          | Анемари Мозер-Прел     | Аустрија         |
| 1971/72.    | Густав Тени (2)        | Италија          | Анемари Мозер-Прел (2) | Аустрија         |
| 1972/73.    | Густав Тени (3)        | Италија          | Анемари Мозер-Прел (3) | Аустрија         |
| 1973/74.    | Пјеро Грос             | Италија          | Анемари Мозер-Прел (4) | Аустрија         |
| 1974/75.    | Густав Тени (4)        | Италија          | Анемари Мозер-Прел (5) | Аустрија         |
| 1975/76.    | Ингемар Стенмарк       | Шведска          | Рози Митермајер        | Немачка          |
| 1976/77.    | Ингемар Стенмарк (2)   | Шведска          | Лиз-Мари Мореро        | Швајцарска       |
| 1977/78.    | Ингемар Стенмарк (3)   | Шведска          | Хани Венцел            | Лихтенштајн      |
| 1978/79.    | Петер Лишер            | Швајцарска       | Анемари Мозер-Прел (6) | Аустрија         |
| 1979/80.    | Андреас Венцел         | Лихтенштајн      | Хани Венцел (2)        | Лихтенштајн      |
| 1980/81.    | Фил Мер                | Сједињене Државе | Мари-Терез Надиг       | Швајцарска       |
| 1981/82.    | Фил Мер (2)            | Сједињене Државе | Ерика Хес              | Швајцарска       |
| 1982/83.    | Фил Мер (3)            | Сједињене Државе | Тамара Макини          | Сједињене Државе |
| 1983/84.    | Пирмин Цурбриген       | Швајцарска       | Ерика Хес (2)          | Швајцарска       |
| 1984/85.    | Марк Ђирардели         | Луксембург       | Микела Фиђини          | Швајцарска       |
| 1985/86.    | Марк Ђирардели (2)     | Луксембург       | Марија Вализер         | Швајцарска       |
| 1986/87.    | Пирмин Цурбриген (2)   | Швајцарска       | Марија Вализер (2)     | Швајцарска       |
| 1987/88.    | Пирмин Цурбриген (3)   | Швајцарска       | Микела Фиђини (2)      | Швајцарска       |
| 1988/89.    | Марк Ђирардели (3)     | Луксембург       | Френи Шнајдер          | Швајцарска       |
| 1989/90.    | Пирмин Цурбриген (4)   | Швајцарска       | Петра Кронбергер       | Аустрија         |
| 1990/91.    | Марк Ђирардели (4)     | Луксембург       | Петра Кронбергер (2)   | Аустрија         |
| 1991/92.    | Паул Акола             | Швајцарска       | Петра Кронбергер (3)   | Аустрија         |
| 1992/93.    | Марк Ђирардели (5)     | Луксембург       | Анита Вахтер           | Аустрија         |
| 1993/94.    | Ћетил Андре Омот       | Норвешка         | Френи Шнајдер (2)      | Швајцарска       |
| 1994/95..   | Алберто Томба          | Италија          | Френи Шнајдер (3)      | Швајцарска       |
| 1995/96..   | Ласе Ћус               | Норвешка         | Катја Зајцингер        | Немачка          |
| 1996/97..   | Лик Алфан              | Француска        | Пернила Виберг         | Шведска          |
| 1997/98..   | Херман Мајер           | Аустрија         | Катја Зајцингер (2)    | Немачка          |
| 1998/99..   | Ласе Ћус (2)           | Норвешка         | Александра Мајсницер   | Аустрија         |
| 1999/2000.. | Херман Мајер (2)       | Аустрија         | Ренате Гечл            | Аустрија         |
| 2000/01..   | Херман Мајер (3)       | Аустрија         | Јаница Костелић        | Хрватска         |
| 2001/02..   | Штефан Еберхартер      | Аустрија         | Михаела Дорфмајстер    | Аустрија         |
| 2002/03..   | Штефан Еберхартер (2)  | Аустрија         | Јаница Костелић (2)    | Хрватска         |
| 2003/04..   | Херман Мајер (4)       | Аустрија         | Анја Персон            | Шведска          |
| 2004/05..   | Боди Милер             | Сједињене Државе | Анја Персон (2)        | Шведска          |
| 2005/06..   | Бенјамин Рајх          | Аустрија         | Јаница Костелић (3)    | Хрватска         |
| 2006/07..   | Аксел Лунд Свиндал     | Норвешка         | Никол Хосп             | Аустрија         |
| 2007/08..   | Боди Милер (2)         | Сједињене Државе | Линдси Вон             | Сједињене Државе |
| 2008/09..   | Аксел Лунд Свиндал (2) | Норвешка         | Линдси Вон (2)         | Сједињене Државе |
| 2009/10..   | Карло Јанка            | Швајцарска       | Линдси Вон (3)         | Сједињене Државе |
| 2010/11..   | Ивица Костелић         | Хрватска         | Марија Риш             | Немачка          |
| 2011/12..   | Марсел Хиршер          | Аустрија         | Линдси Вон (4)         | Сједињене Државе |
| 2012/13..   | Марсел Хиршер          | Аустрија (2)     | Тина Мазе              | Словенија        |
| 2013/14..   | Марсел Хиршер          | Аустрија (3)     | Ана Фенингер           | Аустрија         |
| 2014/15..   | Марсел Хиршер          | Аустрија (4)     | Ана Фенингер (2)       | Аустрија         |
| 2015/16..   | Марсел Хиршер          | Аустрија (5)     | Лара Гут               | Швајцарска       |
| 2016/17.    | Марсел Хиршер          | Аустрија (6)     | Микејла Шифрин         | Сједињене Државе |
| 2017/18.    | Марсел Хиршер          | Аустрија (7)     | Микејла Шифрин (2)     | Сједињене Државе |
| 2018/19.    | Марсел Хиршер          | Аустрија (8)     | Микејла Шифрин (3)     | Сједињене Државе |
| 2019/20.    | Александер Омот Килде  | Норвешка (8)     | Федерика Брињоне       | Италија          |
| 2020/21.    | Алекси Пентиро         | Француска (8)    | Петра Влхова           | Словачка         |
| 2021/22.    | Марко Одермат          | Аустрија (8)     | Микејла Шифрин (4)     | Сједињене Државе |
| 2022/23.    | Марко Одермат          | Аустрија (8)     | Микејла Шифрин (5)     | Сједињене Државе |
| 2023/24.    | Марко Одермат          | Аустрија (8)     | Лара Гут Бехрами (2)   | Сједињене Државе |

## Вишеструки освајачи Светског купа

### Скијаши
| Број | Име              | Држава           | Каријера     |
| ---- | ---------------- | ---------------- | ------------ |
| 7    | Марсел Хиршер    | Аустрија         | 2007–данас   |
| 5    | Марк Ђирардели   | Луксембург       | 1980–1996.   |
| 4    | Густав Тени      | Италија          | 1969–1980.   |
| 4    | Пирмин Цурбриген | Швајцарска       | 1981–1990.   |
| 4    | Херман Мајер     | Аустрија         | 1996–2009.   |
| 3    | Ингемар Стенмарк | Шведска          | 1973–1989.   |
| 3    | Фил Мер          | Сједињене Државе | 1975–1984.   |
| 3    | Марко Одермат    | Аустрија         | 2021 - данас |

### Скијашице
| Број | Име                | Држава           | Каријера    |
| ---- | ------------------ | ---------------- | ----------- |
| 6    | Анемари Мозер-Прел | Аустрија         | 1969–1980.  |
| 5    | Микејла Шифрин     | Сједињене Државе | 2011-данас. |
| 4    | Линдси Вон         | Сједињене Државе | 2000-2019.  |
| 3    | Петра Кронбергер   | Аустрија         | 1987–1992.  |
| 3    | Јаница Костелић    | Хрватска         | 1998-2006.  |
| 3    | Френи Шнајдер      | Швајцарска       | 1984–1995.  |

## Појединачне победе

### Скијаши
| Поз. | Такмичар           | Држава           | Каријера   | Укупно победа | Спуст | Супер велеслалом | Велеслалом | Слалом | Комбинација | Паралелни слалом |
| ---- | ------------------ | ---------------- | ---------- | ------------- | ----- | ---------------- | ---------- | ------ | ----------- | ---------------- |
| 1.   | Ингемар Стенмарк   | Шведска          | 1973–1989. | 86            | -     | -                | 46         | 40     | -           | -                |
| 2.   | Марсел Хиршер      | Аустрија         | 2007–данас | 63            | -     | 1                | 30         | 29     | -           | 3                |
| 3.   | Херман Мајер       | Аустрија         | 1996–2009. | 54            | 15    | 24               | 14         | -      | 1           | -                |
| 4.   | Алберто Томба      | Италија          | 1986–1998. | 50            | -     | -                | 15         | 35     | -           | -                |
| 5.   | Марк Ђирардели     | Луксембург       | 1980–1996. | 46            | 3     | 9                | 7          | 16     | 11          | -                |
| 6.   | Пирмин Цурбриген   | Швајцарска       | 1981–1990. | 40            | 10    | 10               | 7          | 2      | 11          | -                |
| 7.   | Бенјамин Рајх      | Аустрија         | 1997–2015. | 36            | -     | 1                | 14         | 7      | 7           | -                |
| 8.   | Аксел Лунд Свиндал | Норвешка         | 2002–данас | 36            | 14    | 17               | 4          | -      | 1           | -                |
| 9.   | Боди Милер         | Сједињене Државе | 1997–2015. | 33            | 8     | 5                | 9          | 5      | 6           | -                |
| 10.  | Штефан Еберхартер  | Аустрија         | 1989–2004. | 29            | 18    | 6                | 5          | -      | -           | -                |
| 11.  | Фил Мер            | Сједињене Државе | 1975–1984. | 27            | -     | -                | 7          | 9      | 11          | -                |
| 12.  | Франц Кламер       | Аустрија         | 1972–1985. | 26            | 25    | -                | -          | -      | 1           | -                |
| 13.  | Ивица Костелић     | Хрватска         | 1998–данас | 26            | -     | 1                | -          | 15     | 9           | 1                |
| 14.  | Тед Лигети         | Сједињене Државе | 2003–данас | 25            | -     | -                | 24         | -      | 1           | -                |
| 15.  | Петер Милер        | Швајцарска       | 1977–1992. | 24            | 19    | 2                | -          | -      | 3           | -                |
| 15.  | Густав Тени        | Италија          | 1969–1980. | 24            | -     | -                | 11         | 8      | 4           | 1                |

### Скијашице
| Поз. | Такмичарка          | Држава           | Каријера   | Укупно победа | Спуст | Супер велеслалом | Велеслалом | Слалом | Комбинација | Паралелни слалом |
| ---- | ------------------- | ---------------- | ---------- | ------------- | ----- | ---------------- | ---------- | ------ | ----------- | ---------------- |
| 1.   | Микејла Шифрин      | Сједињене Државе | 2011–данас | 97            | 4     | 5                | 22         | 60     | 1           | 2                |
| 2.   | Линдси Вон          | Сједињене Државе | 2000–2019  | 82            | 43    | 28               | 4          | 2      | 5           |                  |
| 3.   | Анемари Мозер-Прел  | Аустрија         | 1969–1980. | 62            | 36    | -                | 16         | 3      | 7           |                  |
| 4.   | Френи Шнајдер       | Швајцарска       | 1984–1995. | 55            | -     | -                | 20         | 34     | 1           |                  |
| 5.   | Ренате Гечл         | Аустрија         | 1993–2009. | 46            | 24    | 17               | -          | 1      | 4           |                  |
| 6.   | Анја Персон         | Шведска          | 1998–2012  | 42            | 6     | 4                | 11         | 18     | 3           |                  |
| 6.   | Марлис Шилд         | Аустрија         | 2001–2014. | 37            | -     | -                | 1          | 35     | 1           |                  |
| 8.   | Катја Зајцингер     | Немачка          | 1989–1998. | 36            | 16    | 16               | 4          | -      | -           |                  |
| 9.   | Хани Венцел         | Лихтенштајн      | 1972–1984. | 33            | 2     | -                | 12         | 11     | 8           |                  |
| 10.  | Ерика Хес           | Швајцарска       | 1978–1987. | 31            | -     | -                | 6          | 21     | 4           |                  |
| 11.  | Јаница Костелић     | Хрватска         | 1998–2006. | 30            | 1     | 1                | 2          | 20     | 6           |                  |
| 12.  | Марија Хефл-Риш     | Немачка          | 2001–2014. | 27            | 11    | 3                | -          | 9      | 4           |                  |
| 13.  | Тина Мазе           | Словенија        | 1999-2015. | 26            | 4     | 1                | 14         | 4      | 3           |                  |
| 14.  | Микела Фиђини       | Швајцарска       | 1983–1990. | 26            | 17    | 3                | 2          | -      | 4           |                  |
| 15.  | Марија Вализер      | Швајцарска       | 1980–1990. | 25            | 14    | 3                | 6          | -      | 2           |                  |
| 16.  | Михаела Дорфмајстер | Аустрија         | 1991–2006. | 25            | 7     | 10               | 8          | -      | -           |                  |

## Бодовање у Светском купу
У Светском купу скијаши се бодују у зависности од освојеног места у трци. Начин бодовања се током година мењао па је у почетку бодове добијало само првих десет скијаша у свакој трци. Победник је добијао 25, другопласирани 20, трећепласирани 15, четврти 11, пети 8, шести 6, седми 4, осми 3, девети 2 и десети 1 бод. За победу у некој од дисциплина (спуст, слалом, велеслалом) узимана су само три најбоља резултата током сезоне, иако је било од шест до осам трка у свакој дисциплини. За укупну победу (велики кристални глобус) рачуната су најбоља три резултата из сваке од дисциплина. Од сезоне 1971/72. рачунато је по пет најбољих резултата у свакој од дисциплина. Формула за одређивање укупног победника је током наредне деценије се мењала скоро сваке године. Неке сезоне су биле подељене на два дела са фиксним бројем резултата у сваком делу који се рачунају за укупну победу, док су током осталих сезона узимана по три или четири најбоља резултата у свакој од дисциплина.
Почевши од сезоне 1979/80. бодове осваја петнаесторо најбоље пласираних такмичара у свакој трци. Након сезоне 1980/81, формула за титулу укупног победника се усталила за наредних неколико година. Рачунато је по пет најбољих пласмана у оригиналним дисциплинама (слалом, велеслалом и спуст) уз три најбоља пласмана у комбинацији. По увођењу супервелеслалома у сезони 1982/83. резултати остварени у овој дисциплини били су придодати велеслалому током наредне три сезоне. Од сезоне 1985/86. се додељује мали кристални глобус и за супервелеслалом а у обзир су била узета по три најбоља резултата у овој дисциплини. Формула за укупног победника је још једном промењена током наредне сезоне када су у обзир узета по четири најбоља резултата у свакој дисциплини уз све резултате у комбинацији. Треба напоменути да су се у то време одржавала једно до два такмичења у комбинацији сваке сезоне.
Вишегодишње подешавање формуле бодовања је представљало проблем како скијашима тако и навијачима. Због тога је било потребно направити потпуно нов начин бодовања па је Међународна скијашка федерација за сезону 1987/88. решила да у потпуности поједностави начин бодовања. У обзир су узети сви резултати остварени током сезоне. Нов начин бодовања је великодушно прихваћен и та пракса је настављена током свих наредних сезона. Услед великог броја квалитетних такмичара донета је одлука да тридесет уместо петнаест најбољих скијаша добија бодове у свакој трци. То правило важи од сезоне 1991/92. По овом систему победник добија 100 бодова, другопласирани 80, трећепласирани 60 и тако редом све до 30. који добија 1 бод. Незнатне промене су извршене за сезону 1992/93. када је промењено бодовање за такмичаре између 4. и 20. места. Од онда нису вршене никакве промене. У табели испод је дат упоредни приказ свих пет система бодовања који су били коришћени:
| Место                                       | 1   | 2  | 3  | 4  | 5  | 6  | 7  | 8  | 9  | 10 | 11 | 12 | 13 | 14 | 15 | 16 | 17 | 18 | 19 | 20 | 21 | 22 | 23 | 24 | 25 | 26 | 27 | 28 | 29 | 30 |
| ------------------------------------------- | --- | -- | -- | -- | -- | -- | -- | -- | -- | -- | -- | -- | -- | -- | -- | -- | -- | -- | -- | -- | -- | -- | -- | -- | -- | -- | -- | -- | -- | -- |
| Тренутни систем бодовања 1992/93.–          | 100 | 80 | 60 | 50 | 45 | 40 | 36 | 32 | 29 | 26 | 24 | 22 | 20 | 18 | 16 | 15 | 14 | 13 | 12 | 11 | 10 | 9  | 8  | 7  | 6  | 5  | 4  | 3  | 2  | 1  |
| Бодовање за сезону 1991/92. 1991/92.        | 100 | 80 | 60 | 55 | 51 | 47 | 43 | 40 | 37 | 34 | 31 | 28 | 26 | 24 | 22 | 20 | 18 | 16 | 14 | 12 | 10 | 9  | 8  | 7  | 6  | 5  | 4  | 3  | 2  | 1  |
| 15 најбољих 1979/80. – 1990/91.             | 25  | 20 | 15 | 12 | 11 | 10 | 9  | 8  | 7  | 6  | 5  | 4  | 3  | 2  | 1  |    |    |    |    |    |    |    |    |    |    |    |    |    |    |    |
| Систем из сезоне 1978/79 † 1978/79.         | 25  | 24 | 23 | 22 | 21 | 20 | 19 | 18 | 17 | 16 | 15 | 14 | 13 | 12 | 11 | 10 | 9  | 8  | 7  | 6  | 5  | 4  | 3  | 2  | 1  |    |    |    |    |    |
| Оригинални систем бодовања 1967. – 1978/79. | 25  | 20 | 15 | 11 | 8  | 6  | 4  | 3  | 2  | 1  |    |    |    |    |    |    |    |    |    |    |    |    |    |    |    |    |    |    |    |    |

„† Напомена: Систем бодовања је промењен током сезоне 1978/79; овај посебни систем је коришћен само за два последња такмичења у спусту и три последње трке у свим дисциплинама изузев комбинације.“

## Куп нација
Пласмани у Купу нација се добијају сабирањем свих бодова које током сезоне освоје такмичари из одређене земље.
| 1967.     | Француска  | Аустрија         | Канада           | Француска  | Аустрија         | Швајцарска       | Француска             | Аустрија         | Канада           |
| 1968.     | Француска  | Аустрија         | Швајцарска       | Аустрија   | Француска        | Швајцарска       | Француска             | Аустрија         | Сједињене Државе |
| 1969.     | Аустрија   | Француска        | Сједињене Државе | Аустрија   | Француска        | Швајцарска       | Француска             | Сједињене Државе | Аустрија         |
| 1970.     | Француска  | Аустрија         | Сједињене Државе | Француска  | Аустрија         | Швајцарска       | Француска             | Сједињене Државе | Аустрија         |
| 1971.     | Француска  | Аустрија         | Швајцарска       | Француска  | Швајцарска       | Аустрија         | Француска             | Аустрија         | Сједињене Државе |
| 1972.     | Француска  | Аустрија         | Швајцарска       | Швајцарска | Француска        | Италија          | Француска             | Аустрија         | Сједињене Државе |
| 1973.     | Аустрија   | Француска        | Швајцарска       | Аустрија   | Италија          | Швајцарска       | Аустрија              | Француска        | Немачка          |
| 1974.     | Аустрија   | Италија          | Швајцарска       | Италија    | Аустрија         | Швајцарска       | Аустрија              | Немачка          | Француска        |
| 1975.     | Аустрија   | Италија          | Швајцарска       | Италија    | Аустрија         | Швајцарска       | Аустрија              | Швајцарска       | Немачка          |
| 1976.     | Аустрија   | Швајцарска       | Италија          | Италија    | Аустрија         | Швајцарска       | Аустрија              | Немачка          | Швајцарска       |
| 1977.     | Аустрија   | Швајцарска       | Италија          | Аустрија   | Швајцарска       | Италија          | Аустрија              | Швајцарска       | Француска        |
| 1978.     | Аустрија   | Швајцарска       | Сједињене Државе | Аустрија   | Италија          | Шведска          | Аустрија              | Швајцарска       | Немачка          |
| 1979.     | Аустрија   | Швајцарска       | Италија          | Аустрија   | Швајцарска       | Италија          | Аустрија              | Немачка          | Сједињене Државе |
| 1980.     | Аустрија   | Швајцарска       | Лихтенштајн      | Аустрија   | Швајцарска       | Шведска          | Аустрија · Швајцарска |                  | Лихтенштајн      |
| 1981.     | Швајцарска | Сједињене Државе | Аустрија         | Аустрија   | Швајцарска       | Сједињене Државе | Швајцарска            | Сједињене Државе | Немачка          |
| 1982.     | Швајцарска | Аустрија         | Сједињене Државе | Аустрија   | Швајцарска       | Сједињене Државе | Немачка               | Швајцарска       | Сједињене Државе |
| 1983.     | Швајцарска | Аустрија         | Сједињене Државе | Швајцарска | Аустрија         | Шведска          | Швајцарска            | Аустрија         | Сједињене Државе |
| 1984.     | Швајцарска | Аустрија         | Сједињене Државе | Аустрија   | Швајцарска       | Шведска          | Швајцарска            | Сједињене Државе | Аустрија         |
| 1985.     | Швајцарска | Аустрија         | Немачка          | Швајцарска | Аустрија         | Италија          | Швајцарска            | Немачка          | Аустрија         |
| 1986.     | Швајцарска | Аустрија         | Немачка          | Аустрија   | Швајцарска       | Италија          | Швајцарска            | Аустрија         | Немачка          |
| 1987.     | Швајцарска | Аустрија         | Немачка          | Швајцарска | Аустрија         | Италија          | Швајцарска            | Аустрија         | Немачка          |
| 1988.     | Аустрија   | Швајцарска       | Немачка          | Аустрија   | Швајцарска       | Италија          | Швајцарска            | Аустрија         | Немачка          |
| 1989.     | Швајцарска | Аустрија         | Немачка          | Аустрија   | Швајцарска       | Немачка          | Швајцарска            | Аустрија         | Француска        |
| 1990.     | Аустрија   | Швајцарска       | Немачка          | Аустрија   | Швајцарска       | Италија          | Аустрија              | Швајцарска       | Немачка          |
| 1991.     | Аустрија   | Швајцарска       | Немачка          | Аустрија   | Швајцарска       | Норвешка         | Аустрија              | Швајцарска       | Немачка          |
| 1992.     | Аустрија   | Швајцарска       | Немачка          | Швајцарска | Аустрија         | Италија          | Аустрија              | Немачка          | Швајцарска       |
| 1993.     | Аустрија   | Швајцарска       | Немачка          | Аустрија   | Швајцарска       | Норвешка         | Аустрија              | Немачка          | Швајцарска       |
| 1994.     | Аустрија   | Швајцарска       | Италија          | Аустрија   | Норвешка         | Швајцарска       | Немачка               | Аустрија         | Швајцарска       |
| 1995.     | Аустрија   | Швајцарска       | Италија          | Аустрија   | Италија          | Норвешка         | Швајцарска            | Немачка          | Аустрија         |
| 1996.     | Аустрија   | Швајцарска       | Италија          | Аустрија   | Швајцарска       | Италија          | Аустрија              | Немачка          | Швајцарска       |
| 1997.     | Аустрија   | Италија          | Швајцарска       | Аустрија   | Италија          | Норвешка         | Немачка               | Аустрија         | Италија          |
| 1998.     | Аустрија   | Немачка          | Италија          | Аустрија   | Швајцарска       | Норвешка         | Немачка               | Аустрија         | Италија          |
| 1999.     | Аустрија   | Норвешка         | Швајцарска       | Аустрија   | Норвешка         | Швајцарска       | Аустрија              | Немачка          | Француска        |
| 2000.     | Аустрија   | Италија          | Швајцарска       | Аустрија   | Швајцарска       | Норвешка         | Аустрија              | Француска        | Италија          |
| 2001.     | Аустрија   | Швајцарска       | Француска        | Аустрија   | Швајцарска       | Норвешка         | Аустрија              | Француска        | Швајцарска       |
| 2002.     | Аустрија   | Швајцарска       | Италија          | Аустрија   | Швајцарска       | Француска        | Аустрија              | Швајцарска       | Италија          |
| 2003.     | Аустрија   | Швајцарска       | Сједињене Државе | Аустрија   | Швајцарска       | Сједињене Државе | Аустрија              | Италија          | Немачка          |
| 2004.     | Аустрија   | Италија          | Сједињене Државе | Аустрија   | Италија          | Швајцарска       | Аустрија              | Немачка          | Сједињене Државе |
| 2005.     | Аустрија   | Сједињене Државе | Италија          | Аустрија   | Сједињене Државе | Италија          | Аустрија              | Сједињене Државе | Немачка          |
| 2006.     | Аустрија   | Сједињене Државе | Италија          | Аустрија   | Сједињене Државе | Италија          | Аустрија              | Шведска          | Сједињене Државе |
| 2007.     | Аустрија   | Швајцарска       | Сједињене Државе | Аустрија   | Швајцарска       | Италија          | Аустрија              | Сједињене Државе | Шведска          |
| 2008.     | Аустрија   | Швајцарска       | Италија          | Аустрија   | Швајцарска       | Италија          | Аустрија              | Сједињене Државе | Италија          |
| 2009.     | Аустрија   | Швајцарска       | Италија          | Аустрија   | Швајцарска       | Италија          | Аустрија              | Швајцарска       | Немачка          |
| 2010.     | Аустрија   | Швајцарска       | Италија          | Аустрија   | Швајцарска       | Италија          | Аустрија              | Немачка          | Швајцарска       |
| 2011.     | Аустрија   | Швајцарска       | Италија          | Аустрија   | Швајцарска       | Италија          | Аустрија              | Немачка          | Сједињене Државе |
| 2012.     | Аустрија   | Италија          | Швајцарска       | Аустрија   | Швајцарска       | Италија          | Аустрија              | Сједињене Државе | Италија          |
| 2013.     | Аустрија   | Италија          | Сједињене Државе | Аустрија   | Италија          | Француска        | Аустрија              | Сједињене Државе | Немачка          |
| 2013/14.. | Аустрија   | Швајцарска       | Италија          | Аустрија   | Француска        | Италија          | Аустрија              | Швајцарска       | Шведска          |
| 2014/15.. | Аустрија   | Италија          | Швајцарска       | Аустрија   | Француска        | Италија          | Аустрија              | Сједињене Државе | Италија          |